# قبرة الحقول الشرقية
قنبرة الغيط الشرقية أو 'قنبرة الحقول الشرقية (الاسم العلمي: Alauda gulgula) (بالإنجليزية: Oriental Skylark)‏، هو طائر ينتمي إلى قبرة (فصيلة: Alaudidae).